# Vicq-sur-Breuilh
Vicq-sur-Breuilh (tiếng Occitan: Vic) là một xã của tỉnh Haute-Vienne, thuộc vùng Nouvelle-Aquitaine, miền trung nước Pháp.